# Malarpalya, Yelandur
Malarpalya là một làng thuộc tehsil Yelandur, huyện Chamarajanagar, bang Karnataka, Ấn Độ.